# نصروان (مقاطعة داراب)
نصروان (بالفارسية: نصروان) هي منطقة سكنية تقع في إيران في فارس. يقدر عدد سكانها بـ 1,547 نسمة .